# 김영수 (1935년)
김영수(金榮洙, 1935년 1월 23일~2024년 8월 2일)는 대한민국의 언론인, 정치인이다. 제10대 국회의원을 지냈다.
1935년 경상북도 청도군 출생으로, 2024년에 89세의 나이로 별세했다.

## 경력
- 1958년~1960년 연합신문 기자
- 1960년~1962년 조선일보 기자
- 1960년~1960년 합동통신 기자
- 1962년~1965년 동아일보 기자
- 1965년~1968년 중앙일보 정치부 부장
- 1966년~1967년 제3대 한국기자협회 회장
- 1967년~1969년 국제기자연맹(IFJ) 부회장
- 1968년~1969년 중앙일보 논설위원
- 1969년~1973년 서울신문 정치부 부장
- 1973년~1973년 서울신문 논설위원
- 1973년~1973년 서울신문 편집국 부국장
- 1973년~1974년 MBC 해설위원
- 1974년~1978년 MBC 보도국 국장
- 1978년 MBC 문화방송 퇴사(1978년 1월)
- 1978년~1980년 제10대 국회의원
- 1983년~1984년 한국연합광고 상임감사
- 1984년~1988년 한국연합광고 대표이사 사장
- 1988년~1989년 MBC 대표이사 사장
- 1989년~1991년 한국종합화학 이사장
- 1991년 9월~1993년 3월 한국방송개발원 원장
- 1994년 1월~2000년 9월 뉴스 Q 사장
- 2000년 10월~2002년 2월 일출봉기업 회장
- 2002년 2월~- 일출봉기업 명예회장

## 학력
- 1950년~1953년 경북고등학교 졸업
- 1953년~1959년 서울대학교 정치학 학사
- 1968년~1969년 컬럼비아 대학교 대학원 언론학 석사 수료

## 가족
- 배우자: 서성진
- 자녀: 2남 1녀
- 막내아들 김세의

## 저서
- 2015년 4월 《대한민국 기자: 격동의 현장을 되돌아보며》 (ISBN 9788933870617)[4]

## 역대 선거 결과
| 실시년도 | 선거 | 대수 | 직책     | 선거구           | 정당       | 득표수 | 득표율      | 순위 | 당락 | 비고 |
| -------- | ---- | ---- | -------- | ---------------- | ---------- | ------ | ----------- | ---- | ---- | ---- |
| 1978년   | 총선 | 10대 | 국회의원 | 통일주체국민회의 | 유신정우회 |        | \| \| 0% \| | 지명 |      | 초선 |
|          | 0%   |      |          |                  |            |        |             |      |      |      |